# Ivan Jensen
Ivan Tage Jensen (Copenaghen, 10 novembre 1922 – Vedbæk, 26 gennaio 2009) è stato un calciatore danese, di ruolo difensore.

## Palmarès

### Club

#### Competizioni nazionali
- Campionato danese: 2

AB: 1944-1945, 1946-1947

### Nazionale
- Bronzo olimpico: 1

Londra 1948